# Tesoro de El Carambolo

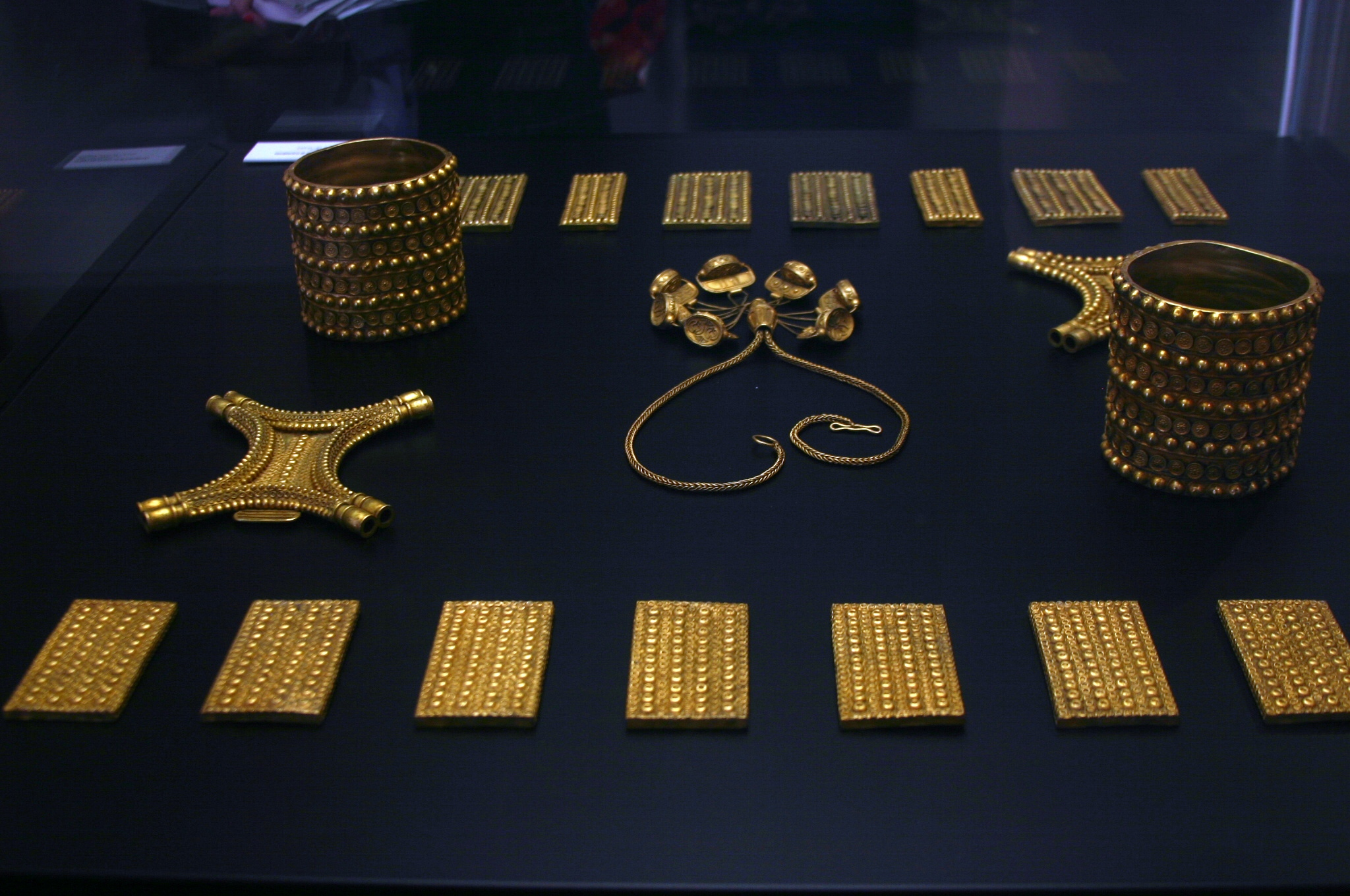
Original del Tesoro de El Carambolo, expuesto en el Museo Arqueológico de Sevilla en el 50 aniversario de su hallazgo.

El tesoro de El Carambolo es un conjunto atribuido a la tradición tartésica compuesto por varias piezas de oro y cerámica en síntesis con la cultura púnica peninsular.
Estas piezas fueron encontradas en 1958 en el cerro de El Carambolo en el municipio de Camas, a tres kilómetros de Sevilla. Los arqueólogos creen que fue enterrado deliberadamente en el s. VI a. C.
Una investigación científica llevada a cabo en 2018 demostró que las piezas fueron hechas con oro procedente de una zona cercana al hallazgo (20 km), concluyéndose que el tesoro es producto de una mezcla de culturas (local y fenicia) debido a la llamada procedencia del oro y a las distintas técnicas con que se fabricaron las piezas, de las cuales algunas de ellas ya se empleaban desde el III milenio a. C.

## Contexto Histórico
Los Tartessos son una civilización relacionada con las culturas que hacia el año 1000 a. C. se asientan en la península ibérica. Su ubicación es un lugar un tanto desconocido, aunque su foco principal será la zona que corresponde actualmente con las provincias de Huelva, Cádiz y Sevilla. En el año 1000 a. C. se funda la ciudad de Gadir, con un templo a la diosa Astarté.
Llegaron a la península ibérica por el comercio y la riqueza del territorio en materias primas. Mediante un proceso de aculturación, los locales aprendieron de los Tartessos técnicas de agricultura, ganadería, tecnología de metalurgia o adquirieron nuevas especies, como la vid, el olivo o las gallinas. A cambio, los Tartessos adquirían minerales y otras materias primas.
El descubrimiento del Tesoro de El Carambolo supuso un punto de inflexión con relación al estudio de la cultura porque hasta ese momento se estaba viviendo un periodo de frustración porque no se encontraban demasiados restos y la identidad de esta cultura (aún hoy en día) estaba puesta en tela de juicio. Sin embargo, el descubrimiento de este tesoro hablaba de una serie de características claramente tartessas que veremos más adelante.

## Hallazgo y Localización

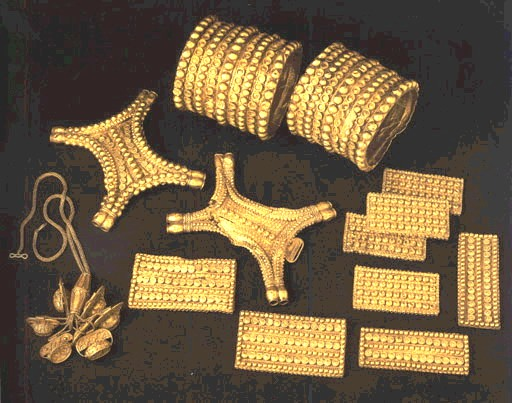
Réplica del conjunto del tesoro del Carambolo.

A tres kilómetros de Sevilla, unos pequeños cerros a los que llaman carambolos se elevan casi un centenar de metros sobre las aguas del Guadalquivir. En uno de ellos, en el término municipal de Camas, se encuentra La Real Sociedad de Tiro de Pichón de Sevilla. Esta entidad, que adquirió el terreno en 1940 con la idea de ubicarse físicamente allí, había iniciado unas obras para ampliar sus instalaciones, con motivo de un torneo internacional que tenía previsto celebrarse. La leyenda de que existía un tesoro en el lugar ya venía de antiguo, pero era sólo eso, una leyenda.
Al arquitecto que dirigía las obras no le convencía que unas ventanas que darían a una futura terraza en construcción, pudieran quedar casi al mismo nivel que ésta, por lo que antes de que se colocara el pavimento mandó excavar para que se profundizara unos 15 cm más.
El 30 de septiembre de 1958, un obrero de la empresa, Alonso Hinojo del Pino, encontró casi en la superficie un brazalete que luego resultó ser de oro de 24 quilates y de un incalculable valor arqueológico. Al observar que al brazalete le faltaba un adorno, tanto él como el grupo de trabajadores que participaba, siguieron excavando en la búsqueda de la parte restante. Pero la sorpresa fue aún mayor cuando encontraron un recipiente de barro cocido, una especie de lebrillo, conteniendo muchas otras piezas y que por desgracia se partió, y al mezclarse los restos con otros restos de cerámica fue imposible reconstruir. Aparentemente eran imitaciones de joyas antiguas, de latón o cobre, por lo que no dieron mayor valor a lo encontrado. Tanto es así, que se las repartieron entre los trabajadores que habían intervenido. Uno de ellos, para demostrar que no podían ser de oro, dobló repetidamente una de las piezas hasta llegar a romperla.
La directiva del tiro de pichón, buscó la intervención del arqueólogo y catedrático Juan de Mata Carriazo y Arroquia, que estableció que estas piezas pertenecían, fijando un amplio margen de error, a un período comprendido entre los siglos vii y viii antes de Cristo, y describió el hallazgo así:

El tesoro está formado por 21 piezas de oro de 24 quilates, con un peso total de 2,950 gramos. Joyas profusamente decoradas, con un arte fastuoso, a la vez delicado y bárbaro, con muy notable unidad de estilo y un estado de conservación satisfactorio, salvo algunas violencias ocurridas en el momento del hallazgo (...) Un tesoro digno de Argantonio", legendario rey de Tartessos.

Esta táctica de aprovechar un nombre de la mitología clásica o grecolatina, viene del descubridor de Troya, Heinrich Schliemann, que al descubrir unas piezas de oro dijo que eran de la princesa Helena de Troya y una máscara funeraria era de Agamenón, sin tener prueba alguna de ello.
Los arqueólogos creen que el tesoro habría sido enterrado de forma deliberada en el s. VI a. C. aunque es posible que fueran elaboradas dos siglos antes. Ana Navarro, directora del museo Arqueólogico de Sevilla y una de las autoras del estudio publicado en Journal of Archaelogical Science, afirma que jamás se ha encontrado nada de tal extravagancia desde este momento.Las piezas fueron enterradas en una estructura en la que había abundantes huesos de animales y cerámica del tipo “carambolo” (denominado así por el tesoro). 
Fue adquirido por el Ayuntamiento de Sevilla en 1964 y se adscribió a la colección del Museo Provincial de Arqueología, de titularidad estatal y gestión autonómica. En el museo se expone una réplica de las 21 piezas que conforman el tesoro, puesto que las medidas de seguridad del espacio no son las ópticas para un ajuar de tan alta exclusividad.

### Conservación
El yacimiento sigue en la actualidad en manos privadas sin explotarse y cubierto de basura.  Sin embargo, las ruinas no corren peligro relativamente ya que están cubiertas por un "búnker" de arena. Así se hace en cualquier hallazgo arqueológico que no se puede mostrar en superficie. Esto se debe a la falta de recursos y financiación para llevar a cabo una excavación.
Respecto a la conservación del  tesoro:  el Tesoro original se encuentra celosamente guardado en la caja fuerte de un banco. Sin embargo, puede verse una reproducción del mismo tanto en el Museo Arqueológico de Madrid como en el Ayuntamiento de Sevilla. Obviando la intervención de las personas que encontraron el tesoro, las piezas cuando fueron enterradas, se optó por ocultarlas dentro de una estructura, como ya se ha mencionado. Esto hizo que  haya llegado a nuestras manos en un estado de conservación satisfactorio

## Piezas del Tesoro
El tesoro está compuesto por 21 objetos: 16 placas rectangulares, 2 pectorales, 1 collar y 2 brazaletes. Al encontrar un conjunto de piezas para distintas funciones, hallamos variedad de técnicas que fueron empleadas en su ejecución: fundido a la cera perdida, laminado, troquelado y soldado. Algunos elementos, debido a las concavidades que presentan, tuvieron que llevar incrustaciones de turquesas, piedras semipreciosas o de origen vítreo. Perea Afirma que algunas piezas siguieron técnicas locales y otras, como el collar con medallones grabados, con técnicas procedentes de Chipre.
Navarro y su equipo de investigación llevaron a cabo una serie de análisis químicos e isotópicos para examinar los fragmentos de oro desprendidos. Gracias a ello, descubrieron que probablemente el oro hubiera sido obtenido en las mismas minas que las piezas analizadas de los dólmenes de Valencina de Concepción (3000 a. C.), también en Sevilla.
Según la conserjería de Turismo, Cultura y deporte de Andalucía, en función de la decoración que presentan las piezas, se puede realizar una subdivisión en dos grandes grupos.  La iconografía será principalmente de motivos geométricos. 

### Análisis formal de las piezas que conforman el tesoro:

##### 2 pectorales

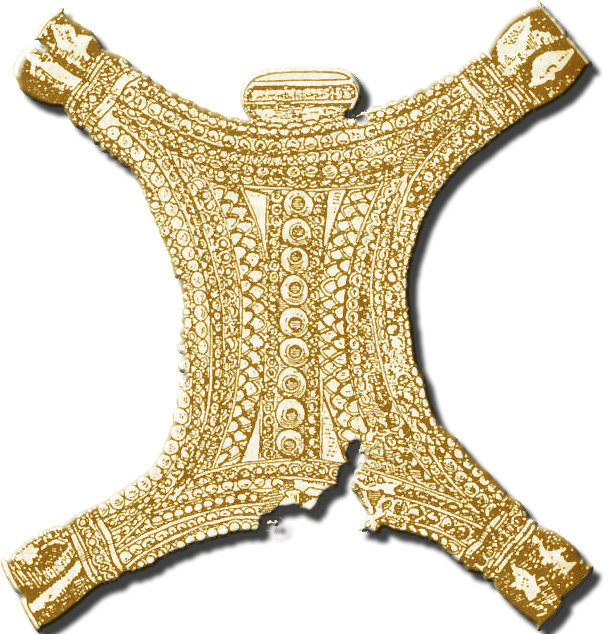

medidas: 15,50 cm de longitud y 10,20cm de anchura. Encontramos una pequeña pieza realizada en oro y latón mediante la técnica de fundido a la cera perdida. La pieza mantiene un esquema similar a la piel de un toro extendida o estilizada. Así, consta de un núcleo rectangular de lados convexos con cuatro extremos pronunciados. La ornamentación consta de una alternación de cenefas de semiesferas con umbo y cenefas semicirculares en escama.

##### 2 brazaletes

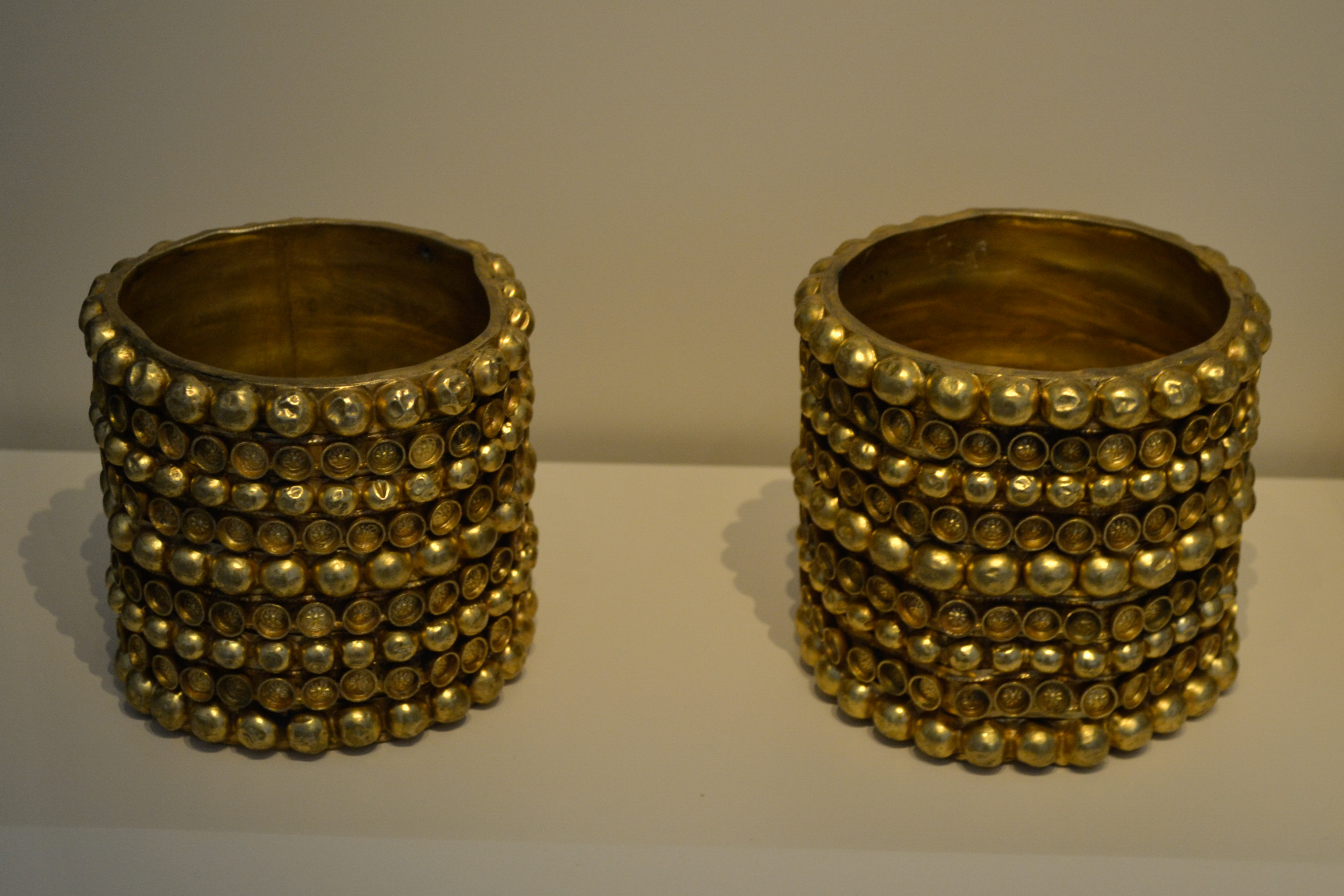

medidas: 11cm de altura, 12cm de diámetro y 5mm de grosor. Realizado en oro y latón siguiendo la técnica de fundido a la cera perdida. Hallamos una lámina enrollada y soldada en sus extremos dando lugar a una estructura cilíndrica. Respecto a su ornamentación, volvemos a encontrar una alternancia entre cenefas de rosetas y semiesferas. Estas son separadas por cordones de hilo. 

##### 1 collar
```

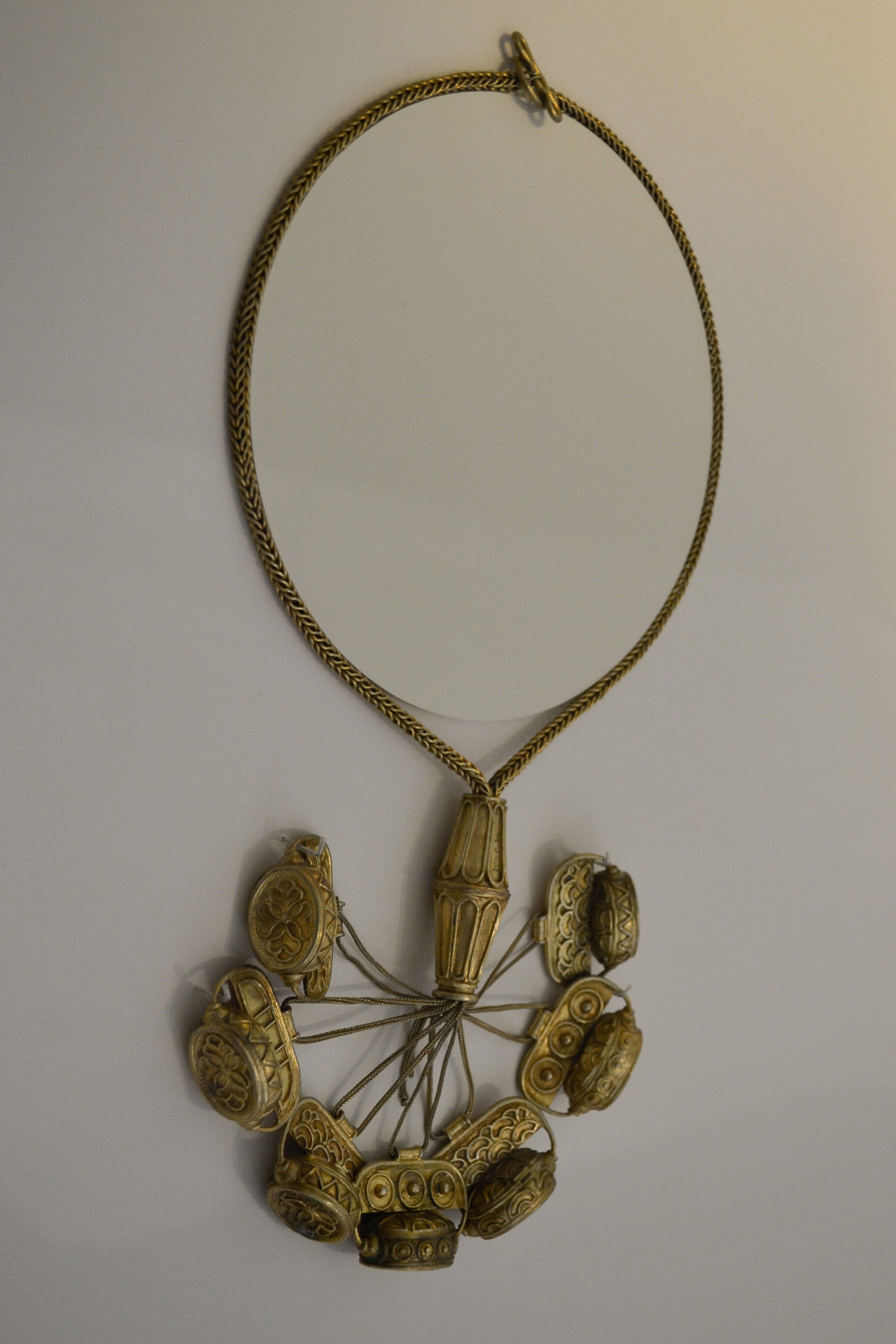

 28cm de longitud. Sus materiales principales son oro y latón y la técnica empleada la fundición a la cera perdida. Contiene una cadena tipo “loop-loop” según la Red Digital de Colecciones de Museos de España (CERES), siguiendo el estudio de Fernando Marmolejo
[
17
]
```

Esta cadena tendrá un pasador bicónico con ocho cadenillas de pequeño tamaño y grosor. En origen tendría a su vez 8 colgantes huecos, pero se ha perdido una de ellas. Estos son de forma ovalada cuya ornamentación es de motivos geométricos y florales realizados en filigrana. Gracias a ser huecos, en el interior tienen un elemento móvil que hace las funciones de cascabel. 

##### 16 placas rectangulares

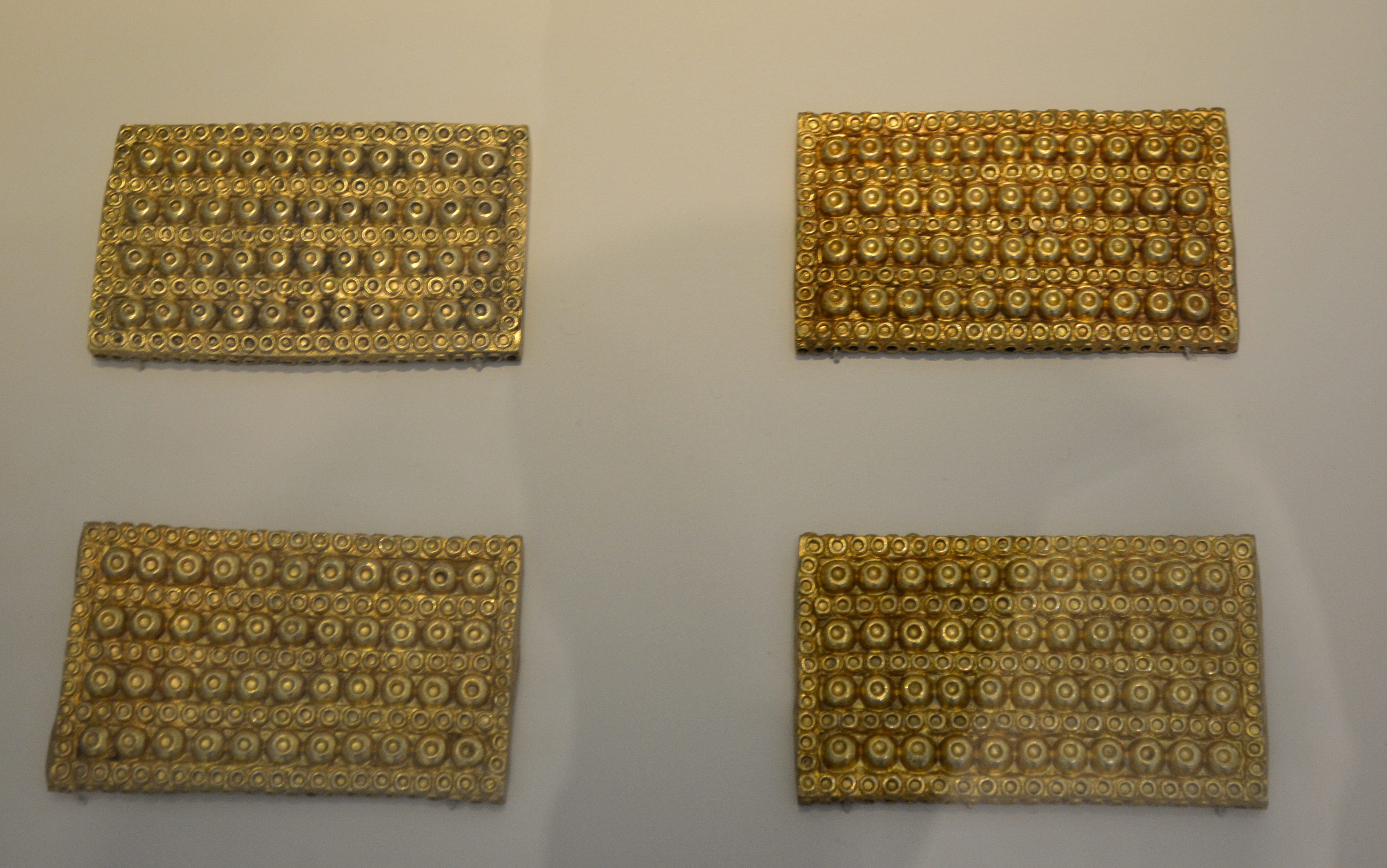

tienen un tamaño aproximado de 11cm de largo y 4,50cm de ancho, aunque puede variar entre los distintos ejemplares ya que no son idénticos.  Al igual que el resto de piezas pertenecientes al tesoro, están realizadas en oro y latón siguiendo la técnica de fundición a la cera perdida. Son placas rectangulares, muy alargadas y todas siguen la misma estructura. Esta está formada por  una ornamentación de cenefas longitudinales en las que se alternan rosetas y semiesferas. La principal variante entre las 16 piezas conservadas, es que en algunos casos hay más  número de cenefas horizontales que en otras. En cualquier caso, siempre están separadas por tiras de púas o cordones de hilos.

##### Astarté de Sevilla

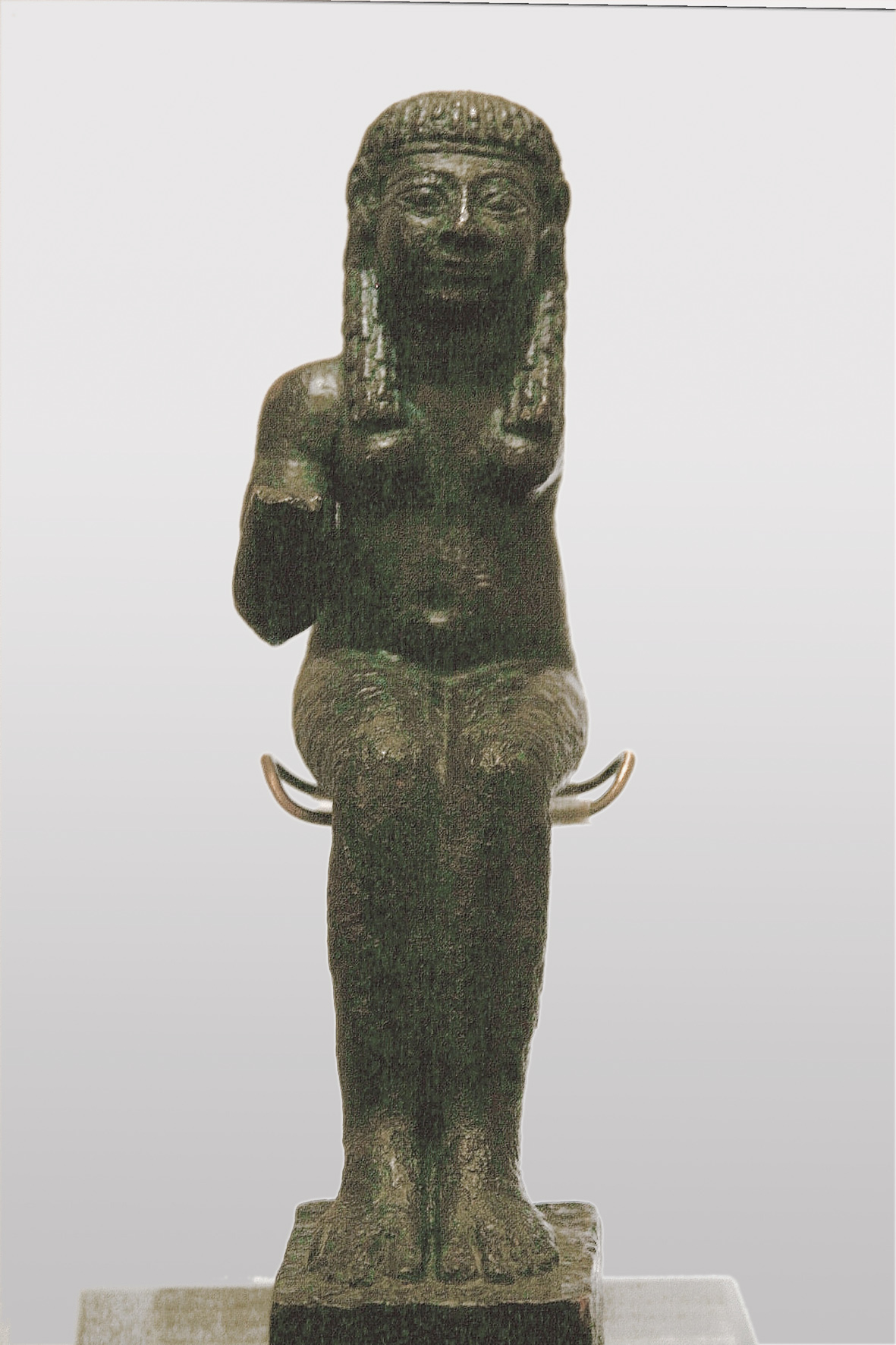

Junto a este tesoro, estaba también una escultura, la llamada Astarté de Sevilla o Astarté de El Carambolo.  Se cree que este tesoro podría ser un ajuar para esta diosa.
La escultura, destaca por la inscripción epigráfica de su pedestal. Se trata de la inscripción fenicia más antigua existente hasta la fecha en las colonias occidentales, datando del s. VIII a. C. Ajuar y escultura podrían ser un exvoto que realizaron dos hermanos a la diosa del santuario de El Carambolo (santuario no evidenciado que exista) como agradecimiento a su protección.
Su catalogación original era Hispania 14, mientras que el catálogo Inscripciones Cananeas y Arameas le asigna la referencia KAI 294, otra denominación habitual es la de Astarté de Sevilla. 
La inscripción reza:
| Fenicio                                                                                           | Traducción |
| ------------------------------------------------------------------------------------------------- | --- |
| 1. ks’’z pʿl bʿlytn 2. bn dʿmlk wʿbdbʿl b 3. n dʿmlk bn yš’l l 4. ʿštrt ḥr rbtn k 5. šmʿ ql dbrnm | 1. Este trono hizo Baal-yatón, 2. hijo de Damilku y Abd-Baal, hi- 3. jo de Danmilku, hijo de Yishal, para 4. Astarté de la Gruta, nuestra señora. 5. Cuando ella escuchó el sonido de sus plegarias. |

## Interpretaciones y Controversias
Dado que aún hay muchas interrogativas en torno a este tesoro, su procedencia o su función, encontramos diversidad de conclusiones por parte de los expertos. Además, las palabras de Juan de Mata en las que declaraba que era un tesoro “digno de Argantonio”, dispararon el número de distintas teorías.
La mayoría de expertos coinciden en su origen fenicio. En las últimas investigaciones también se ha ido ratificando esta tesis, como evidencia los restos arqueológicos pertenecientes al antiguo templo fenicio del Cerro de San Juan hallados en Coria del Río en 2019.
También han tenido lugar ciertas polémicas en torno a su conservación y su gestión. Es muy conocida la polémica acontecida en el pabellón de la Exposición Universal de Sevilla en 1992, que provocó el cese del Duque de Alba como comisario de la misma al pretender mostrar una réplica del tesoro. Esto levantó una profunda preocupación por el museo de Sevilla, pues temía que la copia fuera sustituido por el original.
Respecto a la función original del tesoro, hay varias apuestas:
Se ha propuesto que se tratase de un ajuar propio del sacerdote y los animales que eran sacrificados en templos fenicios dedicados al dios Baal y la diosa Astarté confirmando las hipótesis  inicialmente  formuladas  en 1979, que divergían de la tradicional atribución de las piezas a la cultura tartésica.
Siguiendo en esta línea, al estar enterrado junto a huesos de animales ha hecho pensar en que se trataría de un posible espacio de culto o ritual. Sin embargo, la interpretación más aceptada afirma que servían de exorno para una figura importante en el campo de la religión o la política. Hay quien puntualiza que deberían ser dos los destinatarios en detrimento de una, puesto que basándose en la decoración de las piezas pueden dividirse en dos grupos. Finalmente, hay una última interpretación que propone que serían piezas para el adorno de toros sagrados, uniéndolo con la tesis del ritual.
Mientras algunas opiniones coincidían -arqueólogos románticos, tartesiólogos y nacionalistas andaluces- en que todos estos adornos de oro posiblemente eran portados por una sola persona -tal vez un hombre- en momentos de máxima representatividad u ostentación, la arqueología se decanta por la hipótesis de que se trata de adornos para algún animal que los fenicios sacrificasen a Astarté, dejando luego la joyería en una fosa o bóthros ritual. Pese a ello, quienes pensaron que era el ajuar de un rey o reyes -o bien de un sacerdote- fueron Juan de Mata Carriazo, Blanco Freijeiro, Maluquer de Motes y otros arqueólogos. En los últimos años se ha creado la hipótesis de que un tesoro de estas características pueda tratarse de joyas para animales, lo cual ni encaja con el valor del ajuar en su época -ya que son unos tres kilos de oro- ni con una función normal de uso de piezas de orfebrería en la antigüedad
Por otro lado y como mencionamos anteriormente, Navarro y su equipo de investigación llevaron a cabo una serie de análisis químicos e isotópicos para examinar los fragmentos de oro desprendidos. Gracias a ello, descubrieron que probablemente el oro hubiera sido obtenido en las mismas minas que las piezas analizadas de los dólmenes de Valencina de Concepción (3000 a. C.), también en Sevilla. Esto, por tanto, indica que el oro es de procedencia local.  Sin embargo, afirma también que las técnicas serían fenicias y, además, se ha identificado como fenicio un templo en la zona donde se descubrió el tesoro. Por tanto, llega a la conclusión de que la identidad del tesoro sería una cultura mixta de entre tartesios y pueblos mediterráneos. Mientras tanto, Perea disiente y considera que la relación con los dólmenes de Valencina no  tiene base arqueológica, simplemente les une  el material.
Lo que está claro es que genera gran desconcierto entre los expertos porque nada parece tener que ver con la arqueología analizada hasta ese momento, según National Geographic.
Respecto a la escultura de Astarté, podemos afirmar que se trata de la inscripción fenicia más antigua existente hasta la fecha en las colonias occidentales, datando del s. VIII a. C. Ajuar y escultura podrían ser un exvoto que realizaron dos hermanos a la diosa del santuario de El Carambolo (santuario no evidenciado que exista) como agradecimiento a su protección. 